# Saint-Gervais-sous-Meymont
Saint-Gervais-sous-Meymont ist eine französische Gemeinde mit 214 Einwohnern (Stand: 1. Januar 2022) im Département Puy-de-Dôme in der Region Auvergne-Rhône-Alpes (vor 2016 Auvergne). Saint-Gervais-sous-Meymont gehört zum Arrondissement Ambert und zum Kanton Les Monts du Livradois (bis 2015 Olliergues). 

## Lage
Saint-Gervais-sous-Meymont liegt etwa 43 Kilometer ostsüdöstlich von Clermont-Ferrand in der Limagne und am Dore, der die Gemeinde im Norden und Nordosten begrenzt. Umgeben wird Saint-Gervais-sous-Meymont von den Nachbargemeinden Olliergues im Norden und Nordosten, Marat im Osten, La Chapelle-Agnon im Süden sowie Tours-sur-Meymont im Westen.

## Bevölkerungsentwicklung
| Jahr                       | 1962 | 1968 | 1975 | 1982 | 1990 | 1999 | 2006 | 2013 |
| Einwohner                  | 487  | 462  | 375  | 315  | 260  | 236  | 253  | 260  |
| Quellen: Cassini und INSEE |      |      |      |      |      |      |      |      |

## Sehenswürdigkeiten
- Kirche Saint-Gervais-et-Saint-Protais, Monument historique

## Weblinks

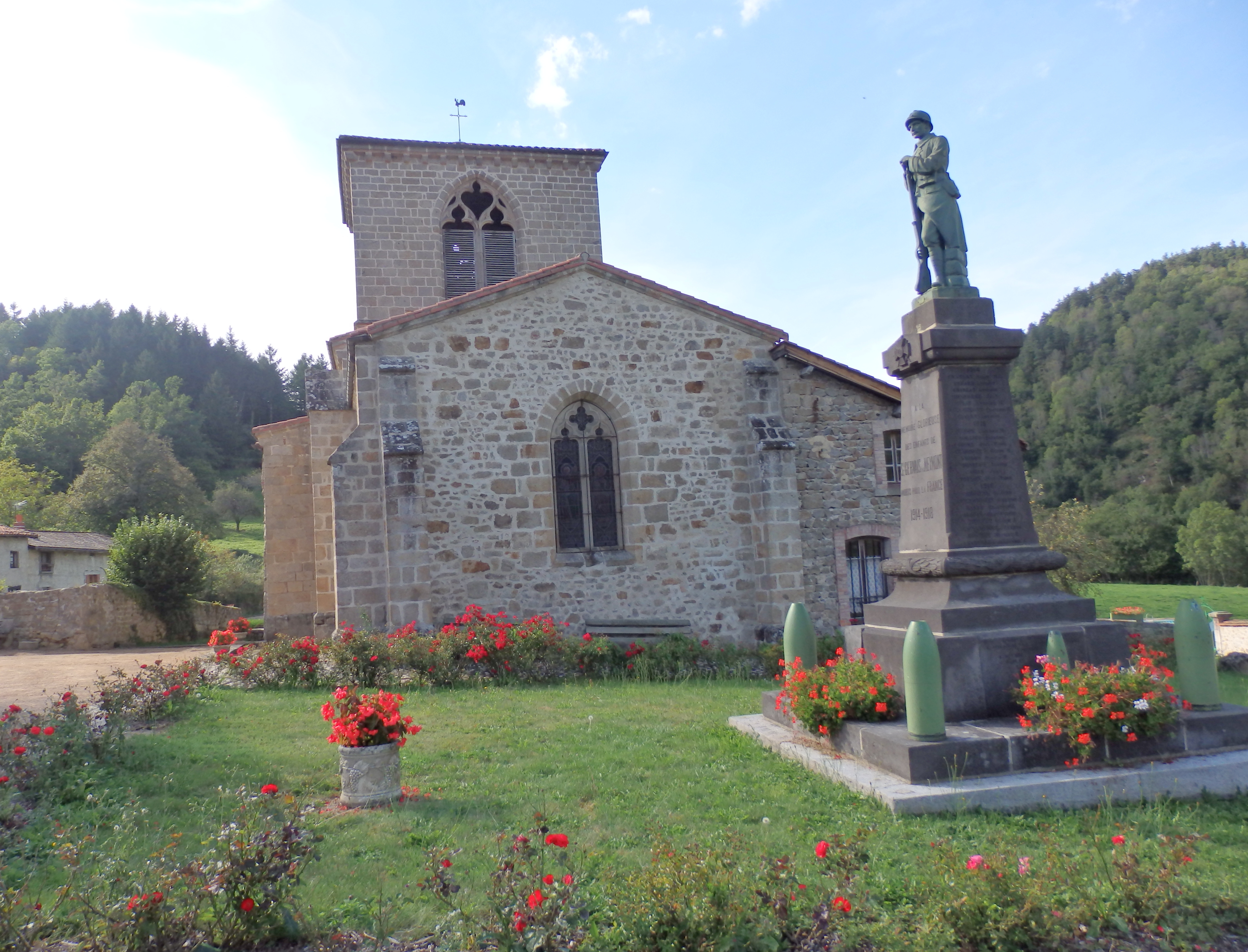
Kirche Saint-Gervais-et-Saint-Protais